# Fraenkel & Co (Josef Altmann)
Die Galerie Fraenkel & Co. (Josef Altmann) war eine Kunsthandlung in Berlin, die zwischen 1919 und 1927 existierte. Inhaber war der Antiquar und Kunsthändler Josef Altmann.

## Unternehmensgeschichte
Der Antiquar Eduard Fraenkel gegründete Anfang 1905 zusammen mit seinem Sohn Siegbert Martin das Unternehmen Akademisches Antiquariat Eduard Fraenkel in der Artilleriestrasse 13 (heute Tucholskystraße 11 in Berlin-Mitte). Am 1. Januar 1913 schied Eduard Fraenkel aus. Ein Jahr später trat Josef Altmann als Miteigentümer in das Unternehmen ein, das dann unter dem Namen Akademisches Antiquariat Fraenkel & Co. firmierte. 1919 schied Siegbert Martin Fraenkel aus dem Unternehmen ebenfalls aus und gründete unter dem Namen S. Martin Fraenkel, Fachunternehmen für Buch- und Kunstversteigerungen ein neues Unternehmen in der Lützowstrasse 14. Josef Altmann, der nun der Alleininhaber war, betrieb ab Mai 1919 seine Firma unter dem Namen Fraenkel & Co. (Josef Altmann) am Lützowufer 13, wo er sein Angebot an Büchern und Autographen in zahlreichen Angebotskatalogen ausbreitete.
Die 1918 neugegründete Künstlervereinigung Novembergruppe war 1919 auf der Suche nach Ausstellungsmöglichkeiten, da die eingesessenen Künstlervereinigungen, aber auch die etablierten Kunsthandlungen dafür nicht zur Verfügung standen oder von den Künstlern der Gruppe abgelehnt wurden. Die erste gemeinsame Ausstellung der Vereinigung in einer Galerie fand im November 1920 in der Galerie Fraenkel & Co. (Josef Altmann) statt. Laut dem Kunstmarktforscher Werner J. Schweiger kann man daher Josef Altmann, als den ersten Kunsthändler der Novembergruppe bezeichnen, da alle in der Galerie zwischen 1920 und 1922 veranstalteten Ausstellungen ausschließlich mit Werken von Künstlern bestückt wurden, die in Verbindung mit der Novembergruppe standen (z. B. Nikolaus Braun, Jefim Golyscheff, Alfred Lomnitz, Anne Ratkowski, Arthur Segal).
Die 1921 ins Leben gerufene KPD-nahe Organisation Internationale Arbeiterhilfe fand im Deutschen Reich zusätzliche Unterstützung durch die Gründung der Organisation Künstlerhilfe für die Hungernden in Russland. Die von den Mitgliedern der Künstlerhilfe gestifteten Werke für eine geplante Lotterie wurden in der Kunsthandlung von Altmann in der Ausstellung mit dem Titel Graphik und Handzeichnungslotterie für die Hungernden in Russland präsentiert.
1924 stellte die Kunsthandlung japanische Holzschnitte aus den Sammlungen von Wilhelm Solf und Julius Kurth aus.
Im Adressbuch für den Berliner Buchhandel von 1925 ist als Geschäftsführer der Firma Karl Alexander Effenberger verzeichnet.
1927 übersiedelte Altmann in die Luisenstrasse 6. Die Kunsthandlung wurde wenig später geschlossen. Ob das im Mai 1927 gegründete Antiquariat Altmann G.m.b.H. in der Tauentzienstrasse 7 mit Josef Altmann in Verbindung gebracht werden kann, ist nicht zu belegen. Die Buchhandelsadressbücher jener Zeit nennen keinen Inhaber, sondern nur den Geschäftsführer Otto Rothschild.

## Ausstellungen

### 1920
- Novembergruppe[5] (beteiligte Künstler u. a.: Hans Brass, Max Dungert, Hans Freese, Heinz Fuchs, Herbert Garbe, Oswald Herzog, Bernhard Klein, César Klein, Georg Leschnitzer, Moriz Melzer, Otto Möller, Rudolf Möller, Hilla von Rebay, Heinrich Richter, Emy Roeder, Wilhelm Schmid, Georg Tappert, Willy Zierath)

### 1921
- Jefim Golyscheff[5]
- Arthur Segal[5]
- Fritz Henning, Alfred Lomnitz[5]
- Nikolaus Braun, Anne Ratkowski[5]
- Novembergruppe[5] (beteiligte Künstler u. a.: Herbert Behrens-Hangeler, Rudolf Belling, Hans Brass, Willy Breest, Curt Ehrhardt, Peter Foerster, Hermann Freudenau, Heinz Fuchs, Paul Goesch, Hans Siebert von Heister, Karl Jacob Hirsch, Walter Kampmann, Bernhard Klein, César Klein, Georg Leschnitzer, Wassili Luckhardt, Otto Möller, Rudolf Möller, Walter Reger, Kurt Herman Rosenberg, Friedrich Rosenkranz, Wilhelm Schmid, Franz Stock, Georg Tappert)
- Arthur Segal (Retrospektive 1896–1921)

### 1922
- Nikolaus Braun, Anne Ratkowski[5]
- Graphik und Handzeichnungslotterie für die Hungernden in Russland[5] (beteiligte Künstler u. a.: Otto Freundlich, Käthe Kollwitz, Max Pechstein)